# Alfonso Jaime de Borbón
Alfonso Jaime Marcelino Manuel Víctor María de Borbón y Dampierre, jako obywatel Francji  Alphonse de Bourbon (ur. 20 kwietnia 1936 w Rzymie, zm. 30 stycznia 1989 w Beaver Creek) – książę Kadyksu, legitymistyczny pretendent do tronu Francji (jako Alfons II) z tytułem księcia Andegawenii, w latach 50. i 60. rozważany jako możliwy przyszły król Hiszpanii.
Urodził się w rzymskiej klinice Santa Anna jako starszy syn infanta Jaimego de Borbón (drugiego syna króla Hiszpanii – Alfonsa XIII) i jego żony Emmanuelle de Dampierre, córki Rogera, 2. księcia San Lorenzo. Jego ojciec zrzekł się wszelkich pretensji do tronu Hiszpanii (utraconego w 1931 roku) w imieniu swoim i swoich przyszłych potomków, ale za to ogłosił się legitymistycznym następcą tronu Francji jako głowa rodu Burbonów i potomek króla Ludwika XIV. Alfons został ochrzczony przez kardynała Eugenia Pacellego (późniejszego papieża Piusa XII) w Palazzo Ruspoli przy Via del Corso, pałacu swojej babki macierzystej.
W 1941 r. Alfons wraz z rodziną przeprowadził się do Szwajcarii. Rozpoczął naukę w Collège Saint-Jean we Fribourgu. 8 grudnia 1946 r. Alfons przystąpił do Pierwszej Komunii, której udzielił mu kardynał Pedro Segura y Sáenz, arcybiskup Sewilli.
25 listopada 1950 r. otrzymał od ojca tytuł księcia de Bourbon, a następnie księcia Burgundii. Alfons studiował prawo i nauki polityczne na Uniwersytecie Madryckim, następnie odbył w Hiszpanii służbę wojskową. W latach 1970–1973 był hiszpańskim ambasadorem w Sztokholmie. W 1973 r. został prezesem Hiszpańskiego Instytutu Kultury. Rozpoczął również pracę w madryckim banku.
8 marca 1972 r. w Madrycie Alfons ożenił się z wnuczką generała Francisco Franco – Maríą del Carmen Martínez-Bordiú (ur. 26 lutego 1951), córką Krzysztofa Martinez y Bordiu. Alfons otrzymał z tej okazji tytuł księcia Kadyksu i prawo do używania predykatu „Jego Królewskiej Wysokości” (22 listopada). W tamtym czasie Franco zastanawiał się nawet czy nie zrobić Alfonsa swoim następcą – zanim swoim następcą nie uczynił Juana Carlosa (przyszłego króla). Alfons i María del Carmen rozwiedli się w 1982 roku. Mieli dwóch synów:
- Francisca de Asís (22 listopada 1972 – 7 lutego 1984), mianowanego 13 października 1973 r. księciem Bretanii i 3 sierpnia 1975 r. księciem Burgundii, zginął w wypadku samochodowym pod Pampeluną.
- Luisa (ur. 25 kwietnia 1974), księcia Kadyksu i legitymistycznego pretendenta do tronu Francji z tytułem księcia Andegawenii.

Po śmierci swojego ojca w 1975 r. został legitymistycznym pretendentem do tronu Francji jako Alfons II. W tym samym roku podpisał akt objęcia tronu Hiszpanii przez swojego stryjecznego brata Juana Carlosa I. W 1984 r. został poważnie ranny w wypadku pod Pampeluną w którym zginął jego najstarszy syn. W 1982 r. rozwiódł się z żoną. Rozwód potwierdził trybunał papieski w 1986 r. W 1987 r. nowy statut rodziny królewskiej odebrał mu predykat „Jego Królewskiej Wysokości”.
Zginął 30 stycznia 1989 r. w Beaver Creek w stanie Kolorado podczas zjazdu na nartach, kiedy stalowa lina odcięła mu głowę. Jego pretensje do tronu Francji odziedziczył jego syn, Luis.